# Maurizio Verini
Maurizio Verini (né le 9 juillet 1943 à Riolo Terme, dans la province de Ravenne, en Émilie-Romagne) est un ancien pilote de rallye italien.

## Biographie
Maurizio Verini débute en compétition automobile en 1969.

## Palmarès

### Titres
- Champion d'Europe des rallyes, en 1975 sur Fiat 124 Abarth Rallye (copilote Francesco Rossetti) (3e en 1974);
- Champion d'Italie des rallyes, en 1974, sur Fiat 124 Abarth Rallye (copilote Luigi Macaluso);
  - 3e du championnat d'Europe des rallyes, en 1974;

### Meilleurs résultats en championnat du monde WRC
- 1977: 2e du rallye Sanremo (avec Bruno Scabini);
- 1978: 2e du rallye Sanremo (avec Arnaldo Bernacchini);
- 1975: Lombard RAC rally (G-B) (avec Rossetti): victoire en groupe 4 (team Fiat S.p.A) (et 9e au classement final du championnat).

### Victoires internationales
- 1974: rallye de la Costa Brava (sur Fiat 124 Abarth, avec Rossetti);
- 1975: rallye de Pologne (sur Fiat 124 Abarth, avec Rossetti);
- 1975: rallye Lyon-Charbonnières (avec Rosetti);
- 1978: rallye Costa Smeralda (avec Rosetti).